# Wüppelser Tief
Das Wüppelser Tief  ist ein 3,5 km langes Tief in der Gemeinde Wangerland im Landkreis Friesland im Norden von Niedersachsen.
Der Wasserlauf im Jeverland, durch den das Binnenwasser letztlich in die Nordsee abfließt, geht aus der Neuwarfer Leide hervor. Er fließt dann in nordöstlicher Richtung nördlich vorbei an Wüppels und mündet bei Crildumersiel in das Crildumer Tief. Dieses mündet in das Hohenstief und dieses wiederum in das Wangertief, das sich schließlich bei Horumersiel in die Nordsee ergießt.
In früheren Zeiten diente das Tief vor allem zur Entwässerung und als Verkehrsweg, heute auch den Freizeitsportarten Paddeln und Angeln.